# Juha Lind
Juha Lind, född 2 januari 1974 i Helsingfors i Finland, är en före detta finländsk ishockeyspelare (forward) som bland annat spelat för det svenska laget Södertälje SK i Elitserien under tre säsonger mellan 2001/2002 och 2003/2004.
Juha Lind spelade i NHL under tre säsonger för Dallas Stars och Montreal Canadiens och spelade 133 NHL-matcher. I Finland har han spelat för Jokerit och vunnit fyra finska mästerskapsguld.
I det finländska landslaget spelade han i VM fem gånger och har även spelat två OS-turneringar, 1998 i Nagano i Japan och 2002 i Salt Lake City i delstaten Utah i USA i Nagano blev det till ett OS-brons. Säsongen 2007/2008 spelade Juha Lind för Leksands IF i Allsvenskan. Han avslutade sin hockeykarriär i moderföreningen Jokerit i SM-liiga där han spelade från säsongen 2008/2009 och fram till han slutade 2010.